# Burg Vitré

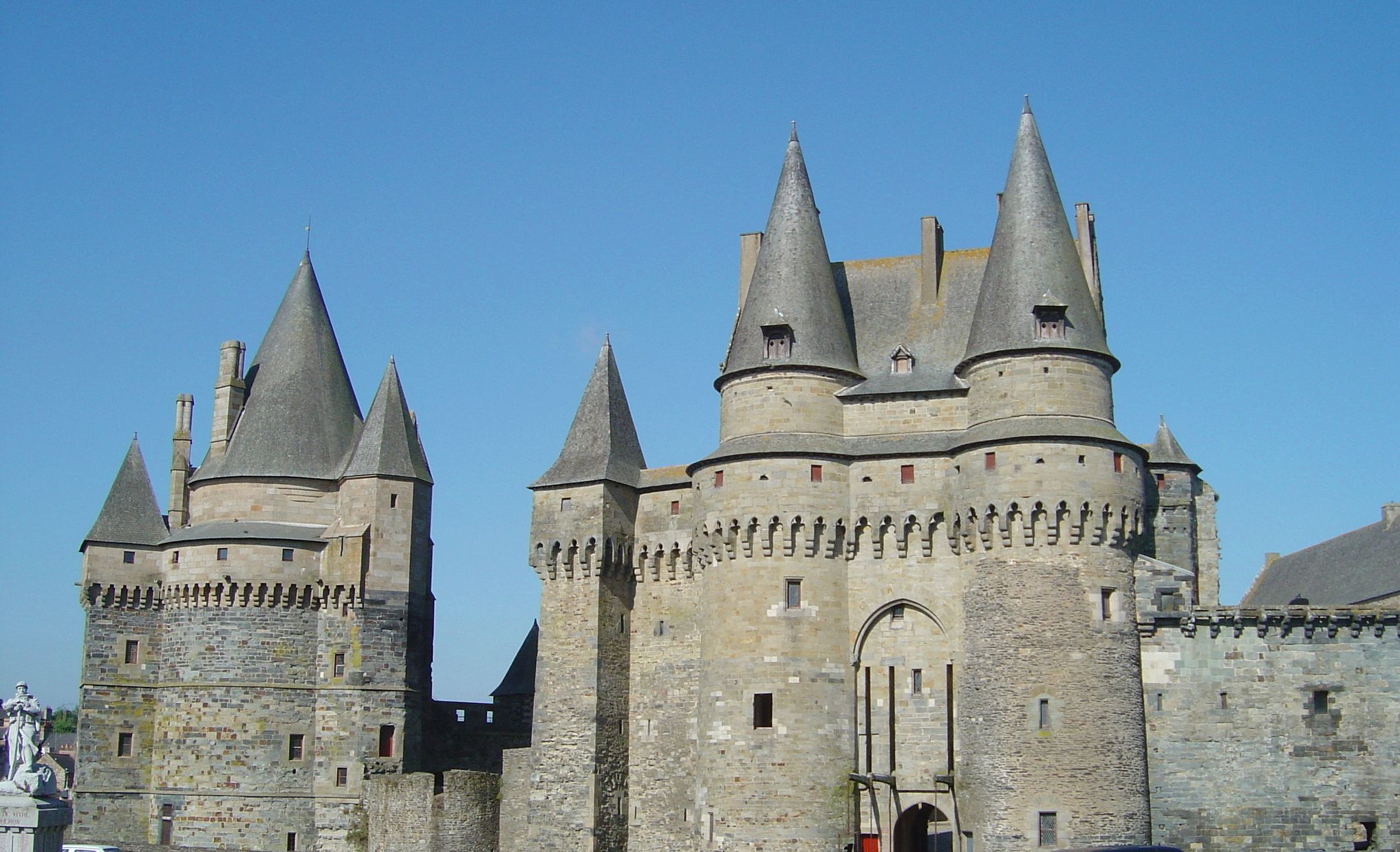
Torhaus und Tour Saint-Laurent

Die Burg Vitré ist eine mittelalterliche Festung in der Stadt Vitré im Département Ille-et-Vilaine in Frankreich.

## Geschichte
Die erste Burg von Vitré wurde um das Jahr 1000 auf einer Motte auf dem Hügel Sainte-Croix aus Holz errichtet. Die Burg wurde mehrmals niedergebrannt und schließlich den Benediktinermönchen der Abtei Marmoutier vermacht.
Die erste steinerne Burg wurde Ende des 11. Jahrhunderts von dem Baron Robert I. von Vitré erbaut. Der zur Verteidigung gewählte Standort, ein felsiger Vorsprung, beherrschte das Tal der Vilaine. Von diesem Gebäude ist noch ein Tor im romanischen Stil erhalten. In der ersten Hälfte des 13. Jahrhunderts baute Baron André III. die Anlage in ihrer heutigen dreieckigen Form um, die den Konturen der Felsen folgt und von trockenen Gräben umgeben ist.
Nach seinem Tod fiel der Besitz an die Familie der Grafen von Laval. Guy XII. de Laval vergrößert die Burg im 15. Jahrhundert. In dieser Zeit werden die letzten Verteidigungsanlagen errichtet, insbesondere das Torhaus mit doppelter Zugbrücke, die Tour Saint-Laurent (der Hauptturm, der später mit Kanonenlöchern versehen wurde) und die Tour de la Madeleine (Magdalenenturm). Dennoch öffnete Guy XV. de Laval die Burg 1487 kampflos den französischen Truppen.

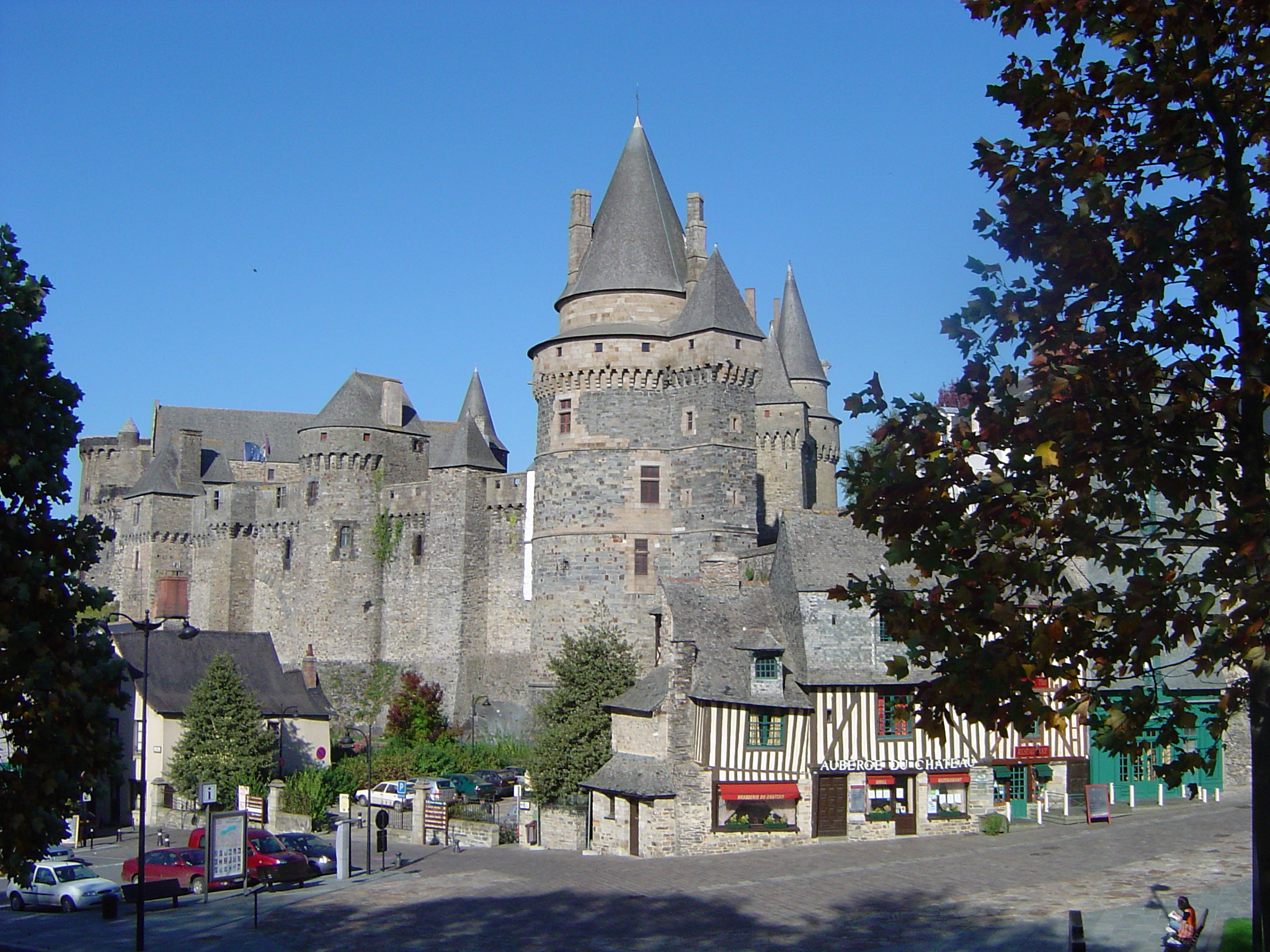
Südfassade und Place Saint-Yves

Ab Ende des 15. Jahrhunderts konzentrierten sich die Umbauten auf die Verbesserung des Komforts des Schlosses, einschließlich des Baus von Galerien und eines Oratoriums im Stil der Renaissance (1530). Das bretonische Parlement suchte dreimal Zuflucht im Schloss (1564, 1582 und 1583), als in Rennes die Pest wütete.
Unter den Familien Rieux und Cologny, die das Schloss zwischen 1547 und 1605 besaßen, beherbergte Vitré Protestanten und wurde für einige Jahre zu einer Hugenottenhochburg. Im Jahr 1589 widerstand das Schloss einer fünfmonatigen Belagerung durch den Herzog von Mercœur. Im Jahr 1605 ging das Schloss in den Besitz der aus dem Poitou stammenden Familie Trémoille über. Im 17. Jahrhundert wurde das Schloss aufgegeben und begann zu verfallen, insbesondere durch den teilweisen Einsturz der Tour Saint-Laurent und den Brand, der die feudale Residenz Ende des 18. Jahrhunderts zerstörte.
Anstelle der Residenz wurde ein Departement-Gefängnis gebaut, das den nördlichen Teil des Schlosses einschließlich des Magdalenenturms einnahm. Mit der Ankunft des 70. Infanterieregiments zwischen 1876 und 1877 wurde das Gefängnis zu einer Kaserne.

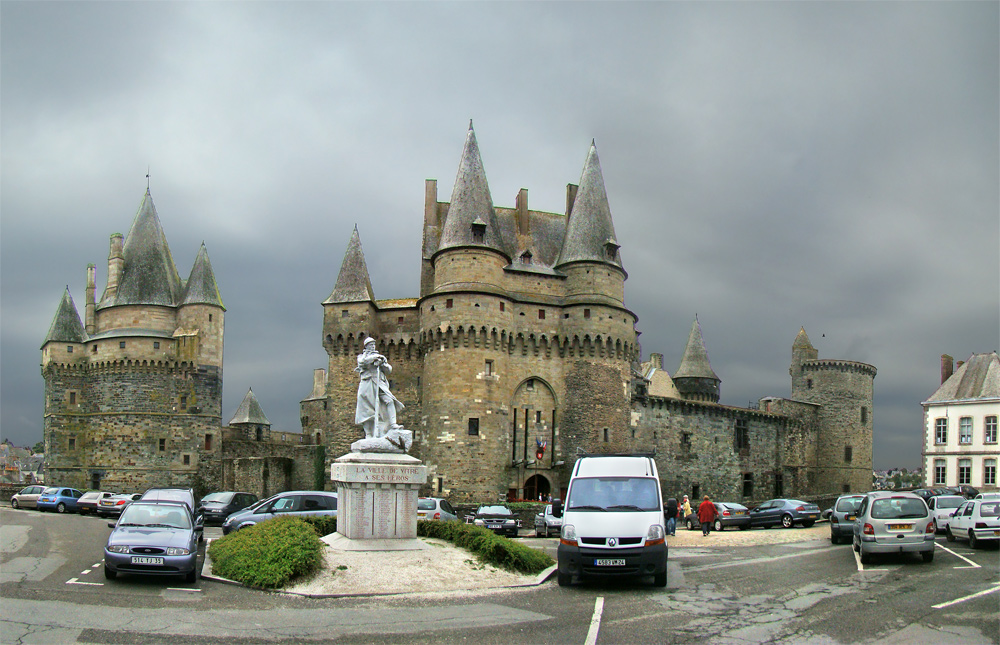
Ostfassade und Place du Château

Das Schloss wurde 1820 von der Stadt für 8500 Francs gekauft. 1872 wurde es als eines der ersten Schlösser Frankreichs als historisches Denkmal eingestuft und ab 1875 unter der Leitung des Architekten Darcy restauriert. Das Schloss wurde der Öffentlichkeit zugänglich gemacht und 1876 mit einem kleinen Museum ausgestattet, das von Arthur de La Borderie inspiriert wurde. Paradoxerweise zerstörte er die Stiftskirche La Madeleine im Innenhof des Schlosses, während er im Auftrag der Stadt für die Erhaltung zuständig war. An ihrer Stelle wurde eine Schule für Jungen gebaut.

## Die Burg heute
Heute befindet sich das Rathaus von Vitré innerhalb der Ringmauer in einem Gebäude, das 1912 nach den Plänen der mittelalterlichen Residenz rekonstruiert wurde. Die Place du Château außerhalb des Schlosses war früher der Vorplatz des Schlosses, auf dem sich Ställe und Nebengebäude befanden.